# Calabria TV
Calabria TV è un'emittente televisiva privata italiana, che trasmette in Calabria e parte della Sicilia.
Trasmette dal mese di dicembre del 2006, quando venne lanciata dal gruppo ADN Italia dopo aver acquisito le strutture della già esistente emittente Tele Luna, nata nel 1986, che sostituì. Nel giro di pochi anni si affermò come uno dei maggiori e più seguiti network calabresi; nel mese di settembre 2014 secondo l'Auditel, con circa 48.000 contatti medi giornalieri risultava la terza emittente calabrese più vista dopo Video Calabria e RTC Telecalabria.
Ha sede a Lamezia Terme.

## Programmi trasmessi
Il palinsesto è fatto, oltre a repliche di fiction quali Just Cause, The Zack Files e Snorky, prevalentemente di programmi autoprodotti, tra cui:
- Calabria TV Buongiorno
- Mappa dei piaceri
- Uno su mille
- Miss italianissima
- Piaceri e sapori
- Calabrilandia
- Vip Sciò
- Mi alleno in salotto
- Cartoline argentine

## Composizione mux
| LCN | Canale                   | Note          |
| --- | ------------------------ | ------------- |
| 89  | TELEPONTINA              | FTA           |
| 94  | LIFE ZONE                | FTA           |
| 96  | RIETI CHANNEL            | FTA           |
| 97  | NATURA E VITA TV         | FTA           |
| 110 | GS CHANNEL               | FTA           |
| 111 | LaC News 24              | FTA (HDTV)    |
| 112 | LORY TV                  | FTA           |
| 179 | TELECENTROLAZIO          | FTA           |
| 182 | ON AIR                   | FTA           |
| 183 | VIDEO SUD                | FTA           |
| 184 | FROSINONE CHANNEL        | FTA           |
| 185 | PIANA TV                 | FTA (HDTV)    |
| 190 | TELEITALIA 4             | FTA (HDTV)    |
| 193 | LIBERA INFORMA           | FTA           |
| 194 | LIBERA FAMIGLIA          | FTA           |
| 195 | AZZURRA TV 01            | FTA (HEVC HD) |
| 196 | AZZURRA TV 03            | FTA (HEVC HD) |
| 197 | AZZURRA TV 04            | FTA (HEVC HD) |
| 198 | ONDA TV                  | FTA           |
| 199 | TELEMIA EXTRA            | FTA           |
| 210 | DIOCESI MNT COMMUNITY TV | FTA (HDTV)    |
| 211 | TG CAL 24                | FTA           |
| 289 | SOVERATO NOTIZIE ML      | FTA           |
| 298 | VIDEO MARIA              | FTA           |
| 351 | 70-80 TV                 | FTA           |